# Майстерзингер
Мàйстерзингер (нем. Meistersinger, от Meister-майстор и Sänger-певец) немски градски поет и певец от XIV-XVI век, представител на занаятчийска гилдия. Поезията и мелодиите на майстерзингерите изхождат от минезанга на предходните XII и XIII век, но са подчинени на особени правила.

## Занаятчии и певци
Сред майстерзингерите се изявяват също свещеници, учители, адвокати, но основните участници в майсторското пеене са занаятчиите. Наричат се майстерзингери в отличие от старите минезингери – рицарите-певци, които възпявали възвишената любов към непостижимата „дама на сърцето“.
За разлика от изтънчените минезингери, майсторите-певци се стремят да завладеят простодушната си публика с шеговити и подигравателни строфи, предизвикващи груб смях и злорадо задоволство от бедите на възпяваните персонажи. Правилата на пеенето и стихоплетството обаче са строги – при състезанията специални съдии следят за броя на сричките и за разпределението на ударенията в така наречения „кнителферз“. Най-прославен майстерзингер в Германия става обущарят Ханс Закс от Нюрнберг, който съчинява общо 4275 майсторски песни и създава във Франкфурт на Майн собствена певческа школа. Други прославените майстерзингери са Хенрих от Мюгелн (1315–1370 г.), Мускатблют от Баварска Франкония († ок. 1438 г.), майсторът-тъкач Михаел Бехайм (1416 – ок.1474 г.).

## Обучение
Песните на майстерзингерите, тяхната стихова и строфическа структура, както и съпроводът им на лютня (в по-ранни времена) се изучавали в специални певчески школи. В гилдията на майсторите-певци различавали няколко степени на подготовка и умение: ученик, школар, певец, поет и присъждането на майсторска титла ставало едва след одобрявенито на собствена песен. Като патрон на певците почитали библейския псалмист цар Давид.
Центрове на майсторското пеене били Аугсбург, Нюрнберг, Страсбург и Франкфурт на Майн, но музикални занаятчийски гилдии имало също в Горна Австрия и Тирол, в Елзас, Данциг,
Бреслау и Прага.

## „Нюрнбергските майстори певци“
Композиторът Рихард Вагнер пресъздава образа на Ханс Закс и живота на майстерзингерите в операта си „Нюрнбергските майстори певци“ (1867), като се позовава на описанията в книгата на Йохан Кристоф Вагензайл „За прелестното изкуство на майстерзингерите“ (Johann Christoph Wagenseil (1633-1705) Von der Meistersingern holdseligen Kunst, 1697).